# Шадурчиці
Шадурчиці (пол. Szadurczyce, нім. Schaderwitz) — село в Польщі, у гміні Ламбіновиці Ниського повіту Опольського воєводства.
Населення — 89 осіб (2011).

## Демографія
Демографічна структура станом на 31 березня 2011 року:
|          | Загалом | Допрацездатний вік | Працездатний вік | Постпрацездатний вік |
| -------- | ------- | ------------------ | ---------------- | -------------------- |
| Чоловіки | 44      | 8                  | 30               | 6                    |
| Жінки    | 45      | 9                  | 19               | 17                   |
| Разом    | 89      | 17                 | 49               | 23                   |